# Elección al Senado de los Estados Unidos en Minnesota de 2020
La Elección al Senado de los Estados Unidos en Minesota de 2020 se llevaron a cabo el 3 de noviembre de 2020 para elegir a un miembro del Senado de los Estados Unidos para representar al Estado de Minesota, al mismo tiempo que las elecciones presidenciales de los Estados Unidos de 2020, así como otras elecciones al Senado de los Estados Unidos en otros estados. Elecciones a la Cámara de Representantes de los Estados Unidos y otras elecciones estatales y locales.
Algunos expertos y estrategas republicanos creen que es uno de los pocos estados que los republicanos deberían apuntar a cambiar, debido a su demografía cada vez más favorable a los republicanos y su resultado inesperadamente cercano en las elecciones presidenciales de 2016. Smith ganó la reelección para un mandato completo en el cargo por un margen de 5.2%, lo que la convierte en la elección más cercana al Senado en Minnesota desde 2008. Una razón probable de esto fue que dos partidos a favor de la legalización de la marihuana (Legal Marijuana Now Party y Grassroots Party) inesperadamente obtuvieron un 7% combinado de los votos.

## Elección general

### Predicciones
| Fuente                | Clasificación | As of                  |
| --------------------- | ------------- | ---------------------- |
| Cook Political Report | Sólido        | 29 de octubre de 2020  |
| Inside Elections      | Sólido        | 28 de octubre de 2020  |
| Sabato's Crystal Ball | Probable      | 2 de noviembre de 2020 |
| 270toWin              | Probable      | 2 de noviembre de 2020 |
| Político              | Probable      | 2 de noviembre de 2020 |

### Encuestas
Resumen gráfico 

### Resultados
| Elección al Senado de los Estados Unidos en Minesota de 2020 | Elección al Senado de los Estados Unidos en Minesota de 2020 | Elección al Senado de los Estados Unidos en Minesota de 2020 | Elección al Senado de los Estados Unidos en Minesota de 2020 | Elección al Senado de los Estados Unidos en Minesota de 2020 | Elección al Senado de los Estados Unidos en Minesota de 2020 |
| Partido                                                      | Partido                                                      | Candidato/a                                                  | Votos                                                        | %                                                            |                                                              |
| ------------------------------------------------------------ | ------------------------------------------------------------ | ------------------------------------------------------------ | ------------------------------------------------------------ | ------------------------------------------------------------ | ------------------------------------------------------------ |
|                                                              | Demócrata (DFL)                                              | Tina Smith (titular)                                         | 1,566,522                                                    | 48.74%                                                       |                                                              |
|                                                              | Republicano                                                  | Jason Lewis                                                  | 1,398,145                                                    | 43.50%                                                       |                                                              |
| Total                                                        | Total                                                        | Total                                                        | 3,214,256                                                    | 100.0%                                                       |                                                              |
| Margen de victoria                                           | Margen de victoria                                           | Margen de victoria                                           | 168,377                                                      | 5.24%                                                        |                                                              |
|                                                              | Control Demócrata (DFL)                                      |                                                              |                                                              |                                                              |                                                              |